# 山本武利
山本 武利（やまもと たけとし、1940年7月29日 -  ）は、日本の歴史学者。一橋大学名誉教授、早稲田大学名誉教授。NPO法人インテリジェンス研究所理事長。専門は、近代日本メディア史・インテリジェンス史・プロパガンダ。愛媛県出身。

## 人物
1959年愛媛県立八幡浜高等学校卒業、1964年一橋大学商学部卒業、1969年一橋大学大学院社会学研究科博士課程満期退学。指導教官は南博。1996年「占領期メディア分析」で博士（社会学）の学位を取得。
1985年、日本出版学会賞と日本広告学会賞を受賞した。
2001年より20世紀メディア研究所を主宰する。2002年、『Intelligence』（紀伊國屋書店刊）を創刊する。
2005年、占領期雑誌記事情報データベースを完成、無料公開。
2012年、NPO法人インテリジェンス研究所を設立。理事長。
指導学生に黄昇民中国伝媒大学広告学院長・教授など。

## 経歴
- 1940年　愛媛県生まれ
- 1959年　愛媛県立八幡浜高校
- 1960年　一橋大学商学部入学
- 1964年　同卒
- 1964年　一橋大学大学院社会学研究科修士課程入学
- 1966年　同博士課程入学
- 1969年　同修了
- 1969年　東京大学新聞研究所助手
- 1974年　関西学院大学社会学部助教授
- 1977年　埼玉大学教養学部助教授
- 1984年　同教授
- 1985年　一橋大学社会学部教授
- 1996年　博士（社会学)
- 2000年　一橋大学大学院社会学科教授
- 2001年　早稲田大学政経学部教授、早稲田大学大学院政治学研究科教授
- 2004年　中国伝媒大学広告学院　博士指導教授、一橋大学名誉教授
- 2011年　早稲大学名誉教授
- 2012年　NPO法人インテリジェンス研究所理事長

## 著書

### 単著
- 『新聞に見る政治広告の歴史』（朝日新聞社、1972年）
- 『新聞と民衆―日本型新聞の形成過程』（紀伊國屋書店、1973年）
- 『新聞・テレビをどう見るか―どこまで信じていい？』（ポプラ社、1975年）
- 『近代日本の新聞読者層』（法政大学出版局、1981年）
- 『広告の社会史』（法政大学出版局、1984年）
- 『公害報道の原点―田中正造と世論形成』（御茶の水書房、1986年）
- 『新聞記者の誕生―日本のメディアをつくった人びと』（新曜社、1990年）
- 『マスコミは人を裁けるか―報道される側の人権』（ポプラ社、1991年）
- 『占領期メディア分析』（法政大学出版局、1996年）
- 『特務機関の謀略―諜報とインパール作戦』（吉川弘文館〈歴史文化ライブラリー〉、1998年）。オンデマンド2017年
- 『紙芝居―街角のメディア』（吉川弘文館〈歴史文化ライブラリー〉、2000年）。オンデマンド2017年
- 『日本兵捕虜は何をしゃべったか』（文春新書、2001年）
- 『ブラック・プロパガンダ―謀略のラジオ』（岩波書店、2002年）
- 『朝日新聞の中国侵略』（文藝春秋、2011年）
- 『GHQの検閲・諜報・宣伝工作』（岩波書店〈岩波現代全書〉、2013年）
- 『日本のインテリジェンス工作 陸軍中野学校、731部隊、小野寺信』[4]（新曜社、2016年）
- 『陸軍中野学校―「秘密工作員」養成機関の実像』 （筑摩書房〈筑摩選書〉、2017年）
- 『検閲官　発見されたGHQ名簿』（新潮新書、2021年）
- 『山本武利著作集　メディア・宣伝・諜報の社会史』（全10巻、文生書院、2025年 -）

### 共著
- 津金澤聰広『日本の広告―人・時代・表現』（日本経済新聞社、1986年／世界思想社、1992年）

### 編著
- 『現代中国の消費革命―改革開放下中国市民の消費・広告意識』　（日経広告研究所、1989年）
- 『日韓新時代―韓国人の日本観』　（同文舘出版、1994年）
- 『日本の近・現代史と歴史教育』　（築地書館、1996年）
- 『現代広告学を学ぶ人のために』　（世界思想社、1998年）
- 『百貨店の文化史―日本の消費革命』　（世界思想社、1999年）　西沢保との共編
- 『米軍による日本兵捕虜写真集』　（青史出版、2001年）
- 『新聞・雑誌・出版』（ミネルヴァ書房、2005年）
- 『延安リポート―アメリカ戦時情報局の対日軍事工作』　（岩波書店、2006年）
- 『岩波講座「帝国」日本の学知第4巻　メディアのなかの「帝国」』　（岩波書店、2006年）
- 『占領期文化をひらく―雑誌の諸相』　（早稲田大学出版部、2006年）
- 『占領期雑誌資料体系　大衆文化編』（全5巻）　（岩波書店、2008年-2009年）
- 『占領期雑誌資料体系　文学編』（全5巻）　（岩波書店、2009年-2010年）